# Khan Abdul Ghaffar Khan
Khan Abdul Ghaffar Khan (Hashtnagar, 6 de febrer de 1890 - Peshawar, 20 de gener de 1988) (paixtu: خان عبدالغفار خان, hindi: ख़ान अब्दुल ग़फ़्फ़ार ख़ान) líder polític i espiritual paixtu conegut per la seva oposició no-violenta a la dominació britànica a l'Índia. Al llarg de la vida fou un devot musulmà, i un amic proper de Mohandas Gandhi; Khan també era conegut com a Fakhr-e-Afghan ("Orgull dels afgans"), Badshah Khan (també Bacha Khan, lit. "El rei Khan") i Sarhaddi Gandhi (urdú, hindi lit. "El Gandhi de la frontera").
La seva família el va encoratjar per unir-se a l'exèrcit britànic de l'Índia, però el tractament d'un oficial britànic cap a un natiu va ofendre a Khan, i la decisió de la família perquè ell estudiés a Anglaterra va ser ajornada per la intervenció de la seva mare.
Havent estat testimoni dels repetits fracassos de les revoltes contra el domini britànic, va decidir que l'activisme social i les reformes serien més beneficioses per als paixtus. Això va portar a la formació del moviment Khudai Khidmatgar (Servents de Déu). L'èxit del moviment va provocar una dura repressió contra ell i els seus seguidors i va ser enviat a l'exili. Va ser en aquesta etapa a finals de 1920 que va formar una aliança amb Gandhi i el Congrés Nacional Indi. Aquesta aliança va durar fins a 1947 amb la partició de l'Índia.
Ghaffar Khan es va oposar fermament a la demanda de la Lliga Musulmana de per a la partició de l'Índia. Quan el Congrés Nacional Indi va acceptar el pla de partició, els va dir "Vostès ens han llançat als llops".
Després de la partició, Ghaffar Khan va ser detingut freqüentment pel govern del Pakistan, en part, a causa de la seva associació amb l'Índia i la seva oposició als moviments autoritaris per part del govern. Va passar gran part de la dècada de 1960 i 1970 a la presó o a l'exili.
El 1985 va ser nominat per al premi Nobel de la Pau. El 1987 es va convertir en la primera persona que sense tenir la ciutadania de l'Índia per ser guardonat amb el Bharat Ratna, el més alt guardó civil de l'Índia. A la seva mort el 1988, seguint els seus desitjos, va ser enterrat en Jalalabad. Malgrat els intensos combats en el moment, les dues parts en guerra de l'Afganistan van declarar un alto el foc per permetre seu enterrament.